# Phloeotrinus miniuscula
Phloeotrinus miniuscula là một loài bọ cánh cứng trong họ Melandryidae. Loài này được Nomura miêu tả khoa học năm 1962.